# Spillsäd
Spillsäd är frön från odlade växter som hamnat på marken och inte kunnat skördas. Dessa blir lätt ogräs i nästkommande gröda och kan behöva bekämpas.